# Diploglossus delasagra
Diploglossus delasagra es una especie de lagarto diplogloso de la familia Diploglossidae endémico de Cuba.